# Polyplacophora
Polyplacophora (do grego polys, muitas + plax, placa + phora, portador) vivem exclusivamente em ambientes marinhos. São caracterizados por serem revestidos por uma valva com oito partes sobrepostas na parte dorsal, desprovidos de tentáculos e têm cabeça minúscula desprovida de olhos. A essa classe pertencem os quítons. A maioria vive em águas relativamente rasas. Alimentam-se de algas e plantas do substrato.

## Descrição
Os Polyplacophora são uma classe do filo Mollusca, são achatados e alongados e habitam exclusivamente o ambiente marinho na região bentônica, podem ser chamados de quítons. Seu tamanho pode variar de 3 mm a 40 cm, não possui tentáculos e diferente de outros moluscos populares como, caracóis, lulas e polvos, não possui olhos e tem a cabeça pouco desenvolvida. Já foram descritas cerca de 920 espécies vivas atualmente. 
A característica mais marcante dessa classe é sua concha dorsal. A concha dorsal é dividida em 8 valvas, que possuem três classificações, valva cefálica que fica próxima a cabeça, valva anal que fica próxima aos ânus e valva intermediária que fica no meio das duas valvas citadas anteriormente. Na parte ventral encontra se um pé muscular desenvolvido e amplo que auxilia as espécies de Polyplacophora a aderirem e movimentar se em rochas.  
As valvas são dispostas da seguinte maneira, a extremidade posterior de uma, sobrepõe a extremidade anterior de outra. Cada valva se insere dentro do manto, essa área onde ela é inserida é chamada de placa de inserção.  
Existem quatro camadas nas valvas, na região mais externa se encontra um perióstraco fino, na parte inferior ao perióstraco encontra se uma camada de tegumento pigmentado pelo a proteína conquiolina e carbonato de cálcio, abaixo do tegumento encontra se a articulação que também é composta por carbonato de cálcio, ela forma as placas de inserção para a valva, e a última camada mais interna é o hipóstraco.   
A camada que compreende o tegumento possui órgãos sensoriais, o megaesteto e o microesteto, essas estruturas são sinapomorfia da classe, ou seja, são exclusivas. 
Próximo ao pé muscular, no perímetro das 8 valvas existe um cinturão que é chamado de perinoto, que pode cobrir totalmente ou parcialmente as conchas. O perinoto pode apresentar espinhos, escamas, cerdas ou espículas.  

A borda do manto e o dorso do pé formam a cavidade palial que vai abrigar de 6 a 80 pares de ctinídeos bi pectinados que são as brânquias em formato de pena da maioria dos moluscos, estão localizados ao longo de todo o perinoto (cinturão).   

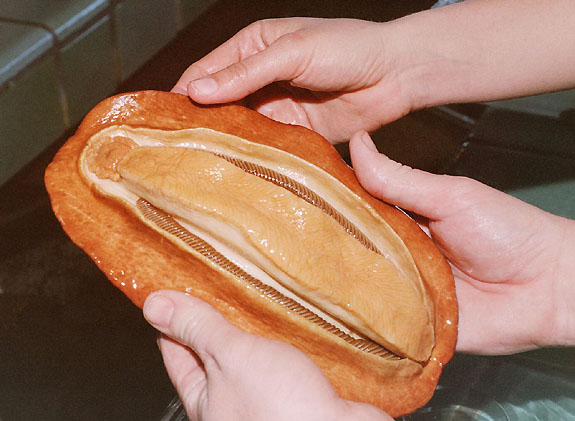
Lado inferior de um quíton gigante do Pacífico

## Órgãos Internos
O sistema digestório da classe Polyplacophora é completo, possui rádula, faringe, estômago, glândula digestiva, intestino e ânus porém diferente de outras classes, ela não possui estilete que regula a passagem de alimento para o intestino.  
Nessa classe, o sistema nervoso não é tão complexo como o dos Cefalópodes, os Polyplacophora não possuem gânglios nervosos bem definidos, outra característica é que eles possuem quatro cordões longitudinais que se conectam e formam uma escada.  

## Reprodução e desenvolvimento

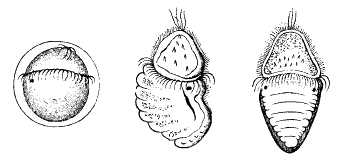
Desenvolvimento do quíton. Primeira imagem representa seu estado larval; a segunda, sua metamorfose. A terceira figura é um quíton jovem

Os quítons são dioicos em sua grande maioria, possuem duas gônadas dorsais. A fecundação é externa, isso significa que os gametas são liberados no ambiente e lá eles se fecundam, mas também a fecundação pode ocorrer dentro da cavidade do manto de uma fêmea. 
Os gametas são liberados pelos gonóporos que ficam a frente dos nefridióporos. O desenvolvimento indireto do quíton não possui a larva véliger apenas a trocófora e algumas espécies de Polyplacophora podem incubar os ovos e apresentar desenvolvimento direto (sem larva).  

## Posição na cadeia alimentar

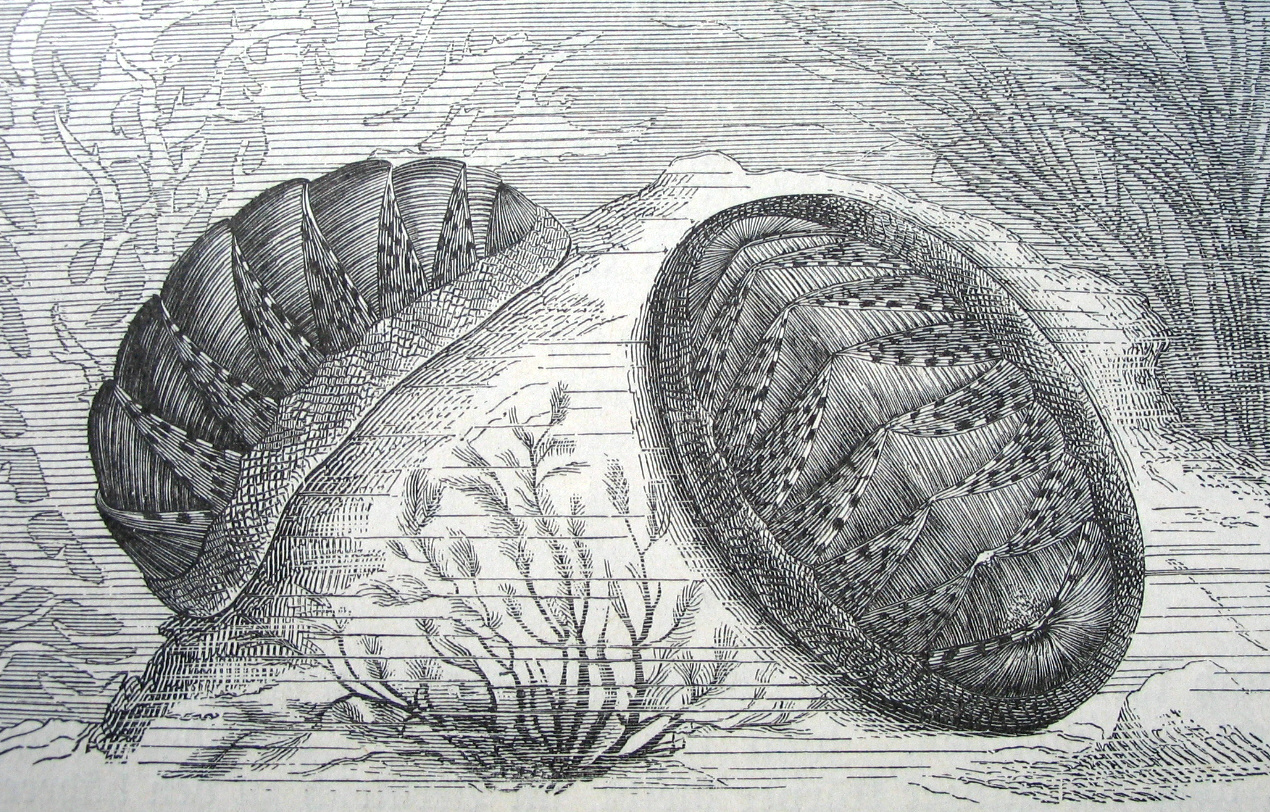
Desenho de quíton retirado do Brehms Tierleben

Polyplacophora são organismos micrófagos, se alimentam raspando as rochas que ficam aderidos e capturam desde pequenas algas como microrganismos.  
Espécies dos gêneros Placiphorella e Lepidozona  conseguem capturar invertebrados e alguns crustáceos pois possuem a extremidade anterior do cinturão elevada e curvada que facilita a obtenção de alimento. Possuem hábitos noturnos e após se alimentarem voltam para suas “casas”, ou seja, ele habita algum local como por exemplo uma pedra e retorna a ela.   
Seus predadores incluem aves marinhas, estrelas-do-mar, crustáceos maiores (como caranguejos) e anêmonas-do-mar. Os quítons gigantes do Pacífico (Cryptochiton stelleri) são comestíveis para os seres humanos, tendo sido usados como alimento por populações indígenas estadunidenses e chilenos e por exploradores russos no sudoeste do Alasca. Entretanto, o sabor e a textura de sua carne são considerados desagradáveis.

## Distribuição
Os quítons são geralmente encontrados em regiões litorâneas, embora também existam espécies encontradas em águas profundas, a 6 mil metros de profundidade. São encontrados em todos os oceanos, das regiões polares até os trópicos. Sua maior concentração ocorre nas regiões litorâneas da América do Norte e da Austrália, onde pelo menos metade das espécies conhecidas foram registradas. No Brasil, foi  documentada a ocorrência de três famílias e oito gêneros.

## Interesse de colecionadores

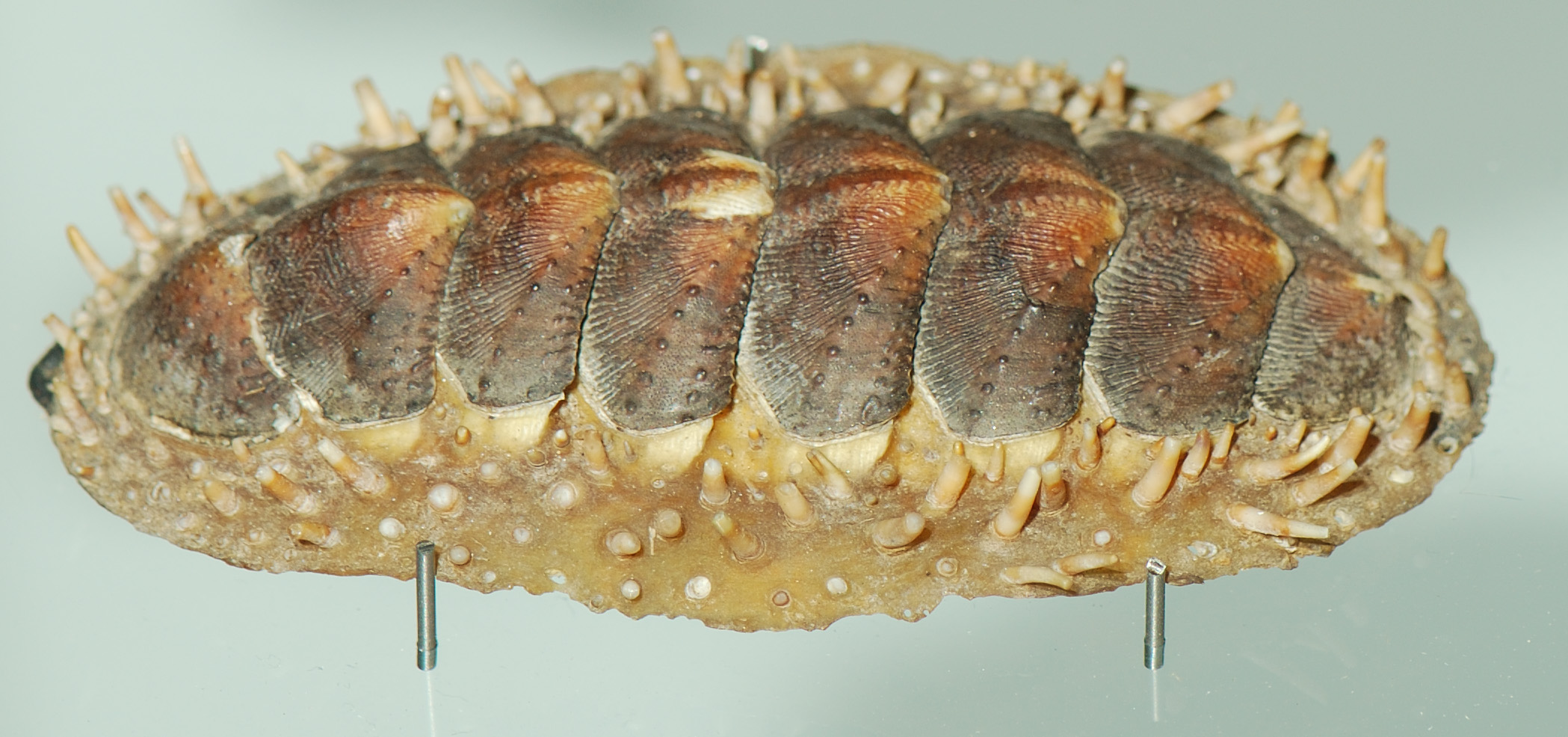
Concha de um Acanthopleura spinosa

Pela grande variedade de suas conchas (seja em cores, formatos e desenhos) e cinturões (que podem possuir escamas - semelhante em aparência às das cobras -, pelos, espinhos ou mesmo serem lisos), os quítons são grandemente apreciados por colecionadores de conchas. Espécimes raros, como aqueles possuindo sete ou nove valvas, ou híbridos, são especialmente desejados pelos colecionadores e custam caro.
Colecionadores consideram mais adequado conservar os cinturões junto com a concha, ao invés de deixá-la desarticulada.

## Ancestrais extintos
Há suspeitas que os Kimberella sejam ancestrais pré-cambrianos dos quítons. Suspeita-se que os quítons e os Wiwaxia sejam também relacionados.

## Taxonomia

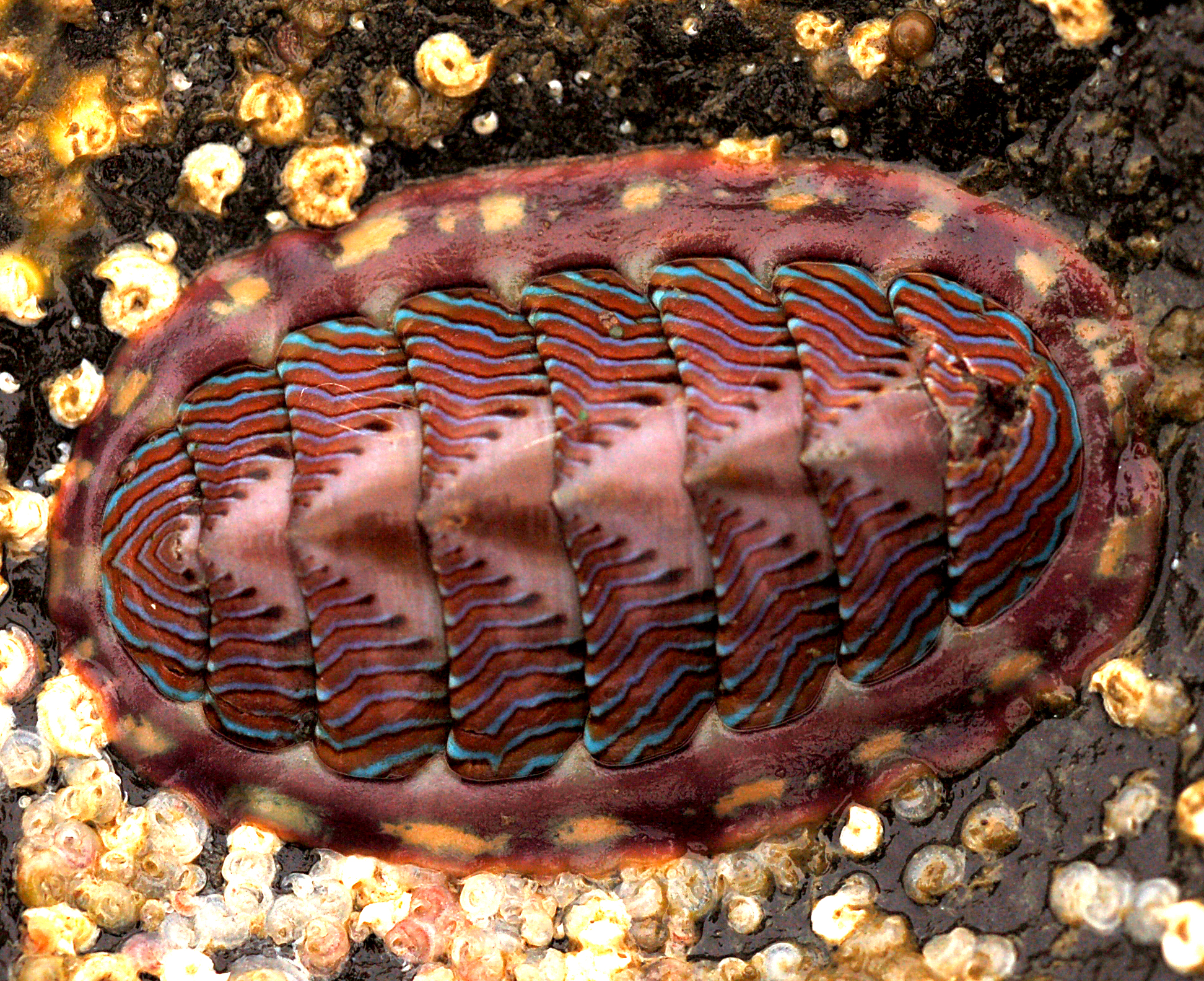
Fotografia de um Tonicella lineata

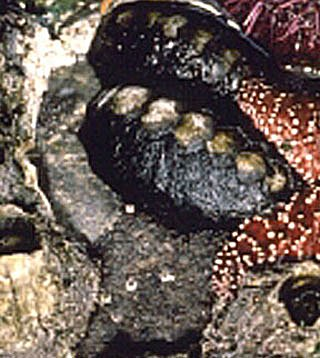
Quíton negro

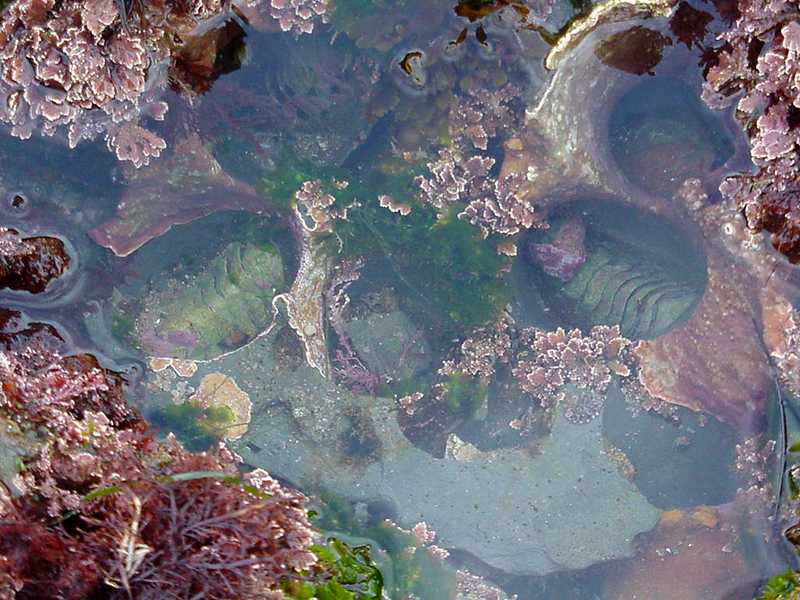
Quítons em uma poça d'água formada pela baixa da maré

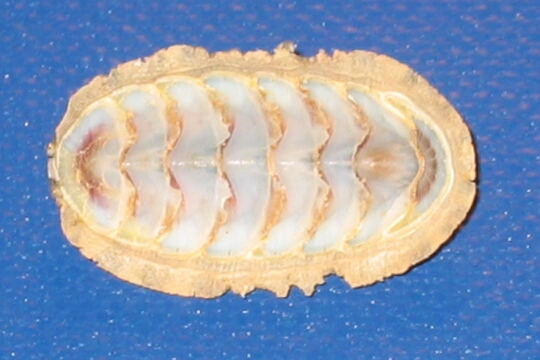
Visão superior de um quíton

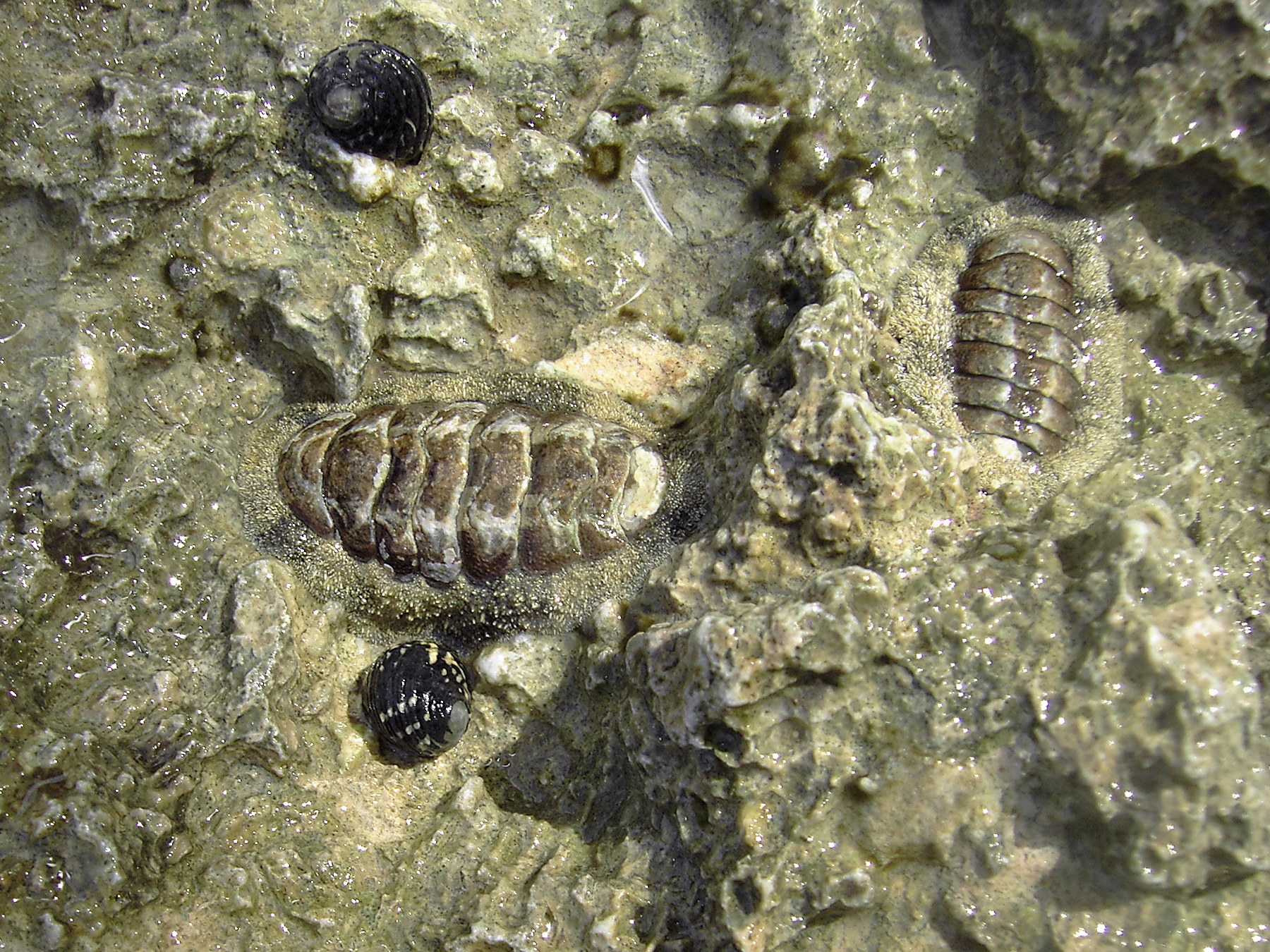
Espécimes de Chiton tuberculatus com espécimes de Nerita tessellata

A classificação taxonômica dos quítons ainda é um tanto indefinida, especialmente nos mais altos níveis do grupo. A maioria dos sistemas de classificação atuais são baseados, ao menos em parte, no Pilsbry's Manual of Conchology (1892-1894), estendido e revisado por Kaas e Van Belle entre  1985 e 1990. Como os quítons são estudados desde Lineu, há um grande número de estudos taxonômicos no nível das espécies, porém.
A classificação mais utilizada atualmente é baseada não somente na morfologia das conchas (como é usual) mas também em outros aspectos como o cinturão muscular, a rádula, as brânquias, ovos, espermatozoides etc. Tal classificação inclui todas as espécies conhecidas, vivas ou extintas.
A classificação geralmente aceita é:
- Classe Polyplacophora Gray, 1821

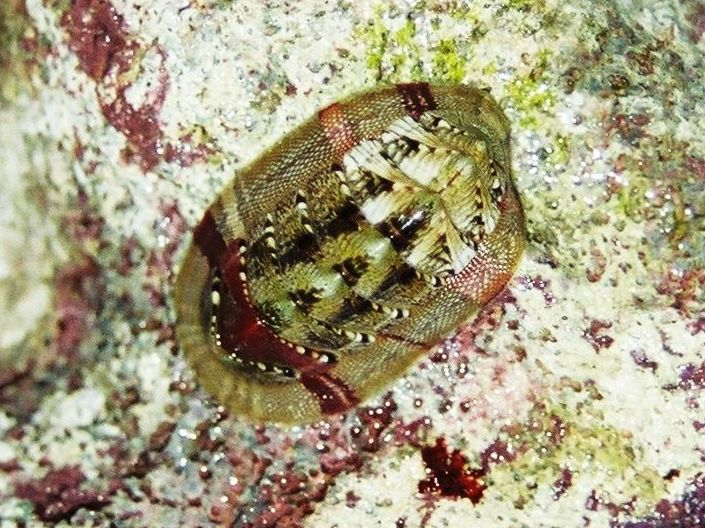
Quíton encontrado na costa da Turquia

  - Subclasse Paleoloricata Bergenhayn, 1955
    - Ordem Chelodida Bergenhayn, 1943
      -         - Família Chelodidae Bergenhayn, 1943
          - Chelodes Davidson & King, 1874
          - Euchelodes Marek, 1962
          - Calceochiton Flower, 1968

    - Ordem Septemchitonida Bergenhayn, 1955
      -         - Família Gotlandochitonidae Bergenhayn, 1955
          - Gotlandochiton Bergenhayn, 1955

        - Família Helminthochitonidae Van Belle, 1975
          - Kindbladochiton Van Belle, 1975
          - Diadelochiton Hoare, 2000
          - Helminthochiton Salter in Griffith & M'Coy, 1846
          - Echinochiton Pojeta, Eernisse, Hoare & Henderson, 2003

        - Família Septemchitonidae Bergenhayn, 1955
          - Septemchiton Bergenhayn, 1955
          - Paleochiton A. G. Smith, 1964
          - Thairoplax Cherns, 1998

  - Subclasse Loricata Shumacher, 1817
    - Ordem Lepidopleurida Thiele, 1910
      - Subordem Cymatochitonina Sirenko & Starobogatov, 1977
        - Família Acutichitonidae Hoare, Mapes & Atwater, 1983
          - Acutichiton Hoare, Sturgeon & Hoare, 1972
          - Elachychiton Hoare, Sturgeon & Hoare, 1972
          - Harpidochiton Hoare & Cook, 2000
          - Arcochiton Hoare, Sturgeon & Hoare, 1972
          - Kraterochiton Hoare, 2000
          - Soleachiton Hoare, Sturgeon & Hoare, 1972
          - Asketochiton Hoare & Sabattini, 2000

        - Família Cymatochitonidae Sirenko & Starobogatov, 1977
          - Cymatochiton Dall, 1882
          - Compsochiton Hoare et Cook, 2000

        - Família Gryphochitonidae Pilsbry, 1900
          - Gryphochiton Gray, 1847

        - Família Lekiskochitonidae Smith & Hoare, 1987
          - Lekiskochiton Hoare & Smith, 1984

        - Família Permochitonidae Sirenko & Starobogatov, 1977
          - Permochiton Iredale & Hull, 1926

      - Subordem Lepidopleurina Thiell, 1910
        - Família Ferreiraellidae Dell’ Angelo & Palazzi, 1991
          - Glaphurochiton Raymond, 1910
          - ?Pyknochiton Hoare, 2000
          - ?Hadrochiton Hoare, 2000
          - Ferreiraella Sirenko, 1988

        - Família Glyptochitonidae Starobogatov & Sirenko, 1975
          - Glyptochiton Konninck, 1883

        - Família Leptochitonidae Dall, 1889
          - Colapterochiton Hoare & Mapes, 1985
          - Coryssochiton DeBrock, Hoare & Mapes, 1984
          - Proleptochiton Sirenko & Starobogatov, 1977
          - Schematochiton Hoare, 2002
          - Pterochiton (Carpenter MS) Dall, 1882
          - Leptochiton Gray, 1847
          - Parachiton Thiele, 1909
          - Terenochiton Iredale, 1914
          - Trachypleura Jaeckel, 1900
          - Pseudoischnochiton Ashby, 1930
          - Lepidopleurus Risso, 1826
          - Hanleyella Sirenko, 1973

        - Família Camptochitonidae Sirenko, 1997
          - Camptochiton DeBrock, Hoare & Mapes, 1984
          - Pedanochiton DeBrock, Hoare & Mapes, 1984
          - Euleptochiton Hoare & Mapes, 1985
          - Pileochiton DeBrock, Hoare & Mapes, 1984
          - Chauliochiton Hoare et Smith, 1984
          - Stegochiton Hoare et Smith, 1984

        - Família Nierstraszellidae Sirenko, 1992
          - Nierstraszella Sirenko, 1992

        - Família Mesochitonidae Dell’ Angelo & Palazzi, 1989
          - Mesochiton Van Belle, 1975
          - Pterygochiton Rochebrune, 1883

        - Família Protochitonidae Ashby, 1925
          - Protochiton Ashby, 1925
          - Deshayesiella (Carpenter MS) Dall, 1879
          - Oldroydia Dall, 1894

        - Família Hanleyidae Bergenhayn, 1955
          - Hanleya Gray, 1857
          - Hemiarthrum Dall, 1876

    - Ordem Chitonida Thiele, 1910
      - Subordem Chitonina Thiele, 1910
      - Superfamília Chitonoidea Rafinesque, 1815
        - Família Ochmazochitonidae Hoare & Smith, 1984
          - Ochmazochiton Hoare & Smith, 1984

        - Família Ischnochitonidae Dall, 1889
          - Ischnochiton Gray, 1847
          - Stenochiton H. Adams & Angas, 1864
          - Stenoplax (Carpenter MS) Dall, 1879
          - Lepidozona Pilsbry, 1892
          - Stenosemus Middendorff, 1847
          - Subterenochiton Iredale & Hull, 1924
          - Thermochiton Saito & Okutani, 1990
          - Connexochiton Kaas, 1979
          - Tonicina Thiele, 1906

        - Família Callistoplacidae Pilsbry, 1893
          - Ischnoplax Dall, 1879
          - Callistochiton (Carpenter MS) Dall, 1879
          - Callistoplax Dall, 1882
          - Ceratozona Dall, 1882
          - Calloplax Thiele, 1909

        - Família Chaetopleuridae Plate, 1899
          - Chaetopleura Shuttleworth, 1853
          - Dinoplax (Carpenter MS) Dall, 1879

        - Família Loricidae Iredall & Hull, 1923
          - Lorica H. & A. Adams, 1852
          - Loricella Pilsbry, 1893
          - Oochiton Ashby, 1929

        - Família Callochitonidae Plate, 1901
          - Callochiton Gray, 1847
          - Eudoxochiton Shuttleworth, 1853
          - Vermichiton Kaas, 1979

        - Família Chitonidae Rafinesque, 1815
          - Subfamília Chitoninae Rafinesque, 1815
          - Chiton Linnaeus, 1758
          - Amaurochiton Thiele, 1893
          - Radsia Gray, 1847
          - Sypharochiton Thiele, 1893
          - Nodiplax Beu, 1967
          - Rhyssoplax Thiele, 1893
          - Teguloaplax Iredale & Hull, 1926
          - Mucrosquama Iredale, 1893
          - Subfamília Toniciinae Pilsbry, 1893
          - Tonicia Gray, 1847
          - Onithochiton Gray, 1847
          - Subfamília Acanthopleurinae Dall, 1889
          - Acanthopleura Guilding, 1829
          - Liolophura Pilsbry, 1893
          - Enoplochiton Gray, 1847
          - Squamopleura Nierstrasz, 1905

        - Superfamília Schizochitonoidea Dall, 1889
        - Família Schizochitonidae Dall, 1889
          - Incissiochiton Van Belle, 1985
          - Schizochiton Gray, 1847

      - Subordem Acanthochitonina Bergenhayn, 1930
        - Família Mopalioidea Dall, 1889
        - Família Tonicellidae Simroth, 1894
        - Subfamília Tonicellinae Simroth, 1894
          - Lepidochitona Gray, 1821
          - Particulazona Kaas, 1993
          - Boreochiton Sars, 1878
          - Tonicella Carpenter, 1873
          - Nuttallina (Carpenter MS) Dall, 1871
          - Spongioradsia Pilsbry, 1894
          - Oligochiton Berry, 1922

        - Subfamília Juvenichitoninae Sirenko, 1975
          - Juvenichiton Sirenko, 1975
          - Micichiton Sirenko, 1975
          - Nanichiton Sirenko, 1975

        - Família Schizoplacidae Bergenhayn, 1955
          - Schizoplax Dall, 1878

        - Família Mopaliidae Dall, 1889
        - Subfamília Heterochitoninae Van Belle, 1978
          - Heterochiton Fucini, 1912
          - Allochiton Fucini, 1912

        - Subfamília Mopaliinae Dall, 1889
          - Aerilamma Hull, 1924
          - Guildingia Pilsbry, 1893
          - Frembleya H. Adams, 1866
          - Diaphoroplax Iredale, 1914
          - Plaxiphora Gray, 1847
          - Placiphorina Kaas & Van Belle, 1994
          - Nuttallochiton Plate, 1899
          - Mopalia Gray, 1847
          - Maorichiton Iredale, 1914
          - Placiphorella  (Carpenter MS) Dall, 1879
          - Katharina Gray, 1847
          - Amicula Gray, 1847

        - Superfamília Cryptoplacoidea H. & A. Adams, 1858
        - Família Acanthochitonidae Pilsbry, 1893
        - Subfamília Acanthochitoninae Pilsbry, 1893
          - Acanthochitona Gray, 1921
          - Craspedochiton Shuttleworth, 1853
          - Spongiochiton  (Carpenter MS) Dall, 1882
          - Notoplax H. Adams, 1861
          - Pseudotonicia Ashby, 1928
          - Bassethullia Pilsbry, 1928
          - Americhiton Watters, 1990
          - Choneplax  (Carpenter MS) Dall, 1882
          - Cryptoconchus (De Blainville MS) Burrow, 1815

        - Subfamília Cryptochitoninae Pilsbry, 1893
          - Cryptochiton Middendorff, 1847

        - Família Hemiarthridae Sirenko, 1997
          - Hemiarthrum Carpenter in Dall, 1876
          - Weedingia Kaas, 1988

        - Família Choriplacidae Ashby, 1928
          - Choriplax Pilsbry, 1894

        - Família Cryptoplacidae H. & A. Adams, 1858
          - Cryptoplax de Blainville, 1818

  - Incertae sedis
    -       -         - Família Scanochitonidae Bergenhayn, 1955
          - Scanochiton Bergenhayn, 1955

        - Família Olingechitonidae Starobogatov & Sirenko, 1977
          - Olingechiton Bergenhayn, 1943

        - Família Haeggochitonidae Sirenko & Starobogatov, 1977
          - Haeggochiton Bergenhayn, 1955

        - Família Ivoechitonidae Sirenko & Starobogatov, 1977
          - Ivoechiton Bergenhayn, 1955